# Liste der japanischen Botschafter in der Deutschen Demokratischen Republik
| Ernennung / Akkreditierung | Name            | Japanische Schrift | Bemerkungen | ernannt während der Regierung von | Vorsitzender des Staatsrats | Posten verlassen |
| -------------------------- | --------------- | ------------------ | --- | --------------------------------- | --------------------------- | ---------------- |
| 17. Mai 1974               | Moriki Tani     | 森木谷             | war 1951 Vize-Konsul in Los Angeles wo er versuchte bei Henry Shigeji Ohye fliegen zu lernen, 1965: Konsul in Hamburg, 1966: Generalkonsul am Kurfürstendamm, 21. Apr 1977: Botschafter in Lissabon | Miki Takeo                        | Willi Stoph                 | 28. Okt. 1975    |
| 28. Okt. 1975              | Nakao Kenji     | 中尾賢次           | (* 14. März 1919) schloss 1941 ein Studium der Rechtswissenschaft an der Universität Tokio ab und trat in den auswärtigen Dienst, von 1942 bis 1944 war er Attaché in Mandschukuo. Von 1944 bis 1946 war er Botschaftsangestellter in Moskau, von 1949 bis 1951 wurde er in der Abteilung Politik des Außenministeriums (Japan) beschäftigt. Von 1951 bis 1955 war er an das MITI abgeordnet. Von 1955 bis 1959 war er Konsul in Berlin, von 1959 bis 1962 leitete er die Abteilung Förderung und Planung der Einwanderungsbehörde. Von 1962 bis 1965 war er Botschaftsrat in Warschau, von 1965 bis 1968 war er Botschaftsrat in Moskau, von 1968 bis 1971 wurde er in der Abteilung Nordamerika beschäftigt. Von 1971 bis 17. Juli 1973: Botschafter in Kabul 17. Juli 1973: Botschafter in Addis Abeba. | Miki Takeo                        | Willi Stoph                 |                  |
| 9. Juli 1979               | Yamada Junji    | 山田淳二           | 16. Okt. 1973: Botschafter in Kabul anschließend war er Botschafter in Bukarest. | Ōhira Masayoshi                   | Erich Honecker              | Nov. 1982        |
| 1. Nov. 1982               | Yuzuru Murakami | 村上譲             | schloss 1943 ein Studium der Rechtswissenschaft mit Habilitation in Internationalem Recht an der Kyoto University ab, trat 1944 in den auswärtigen Dienst. 1964 Konsul am Schadowplatz 12 in Düsseldorf, 1976 wurde er Botschafter in Accra. anschließend war er Botschafter in Bukarest | Nakasone Yasuhiro                 | Erich Honecker              |                  |
| 1985                       | Kimura Keizō    | 木村賢三           | war ab 8. April 1989 Botschafter in Bonn | Nakasone Yasuhiro                 | Erich Honecker              |                  |

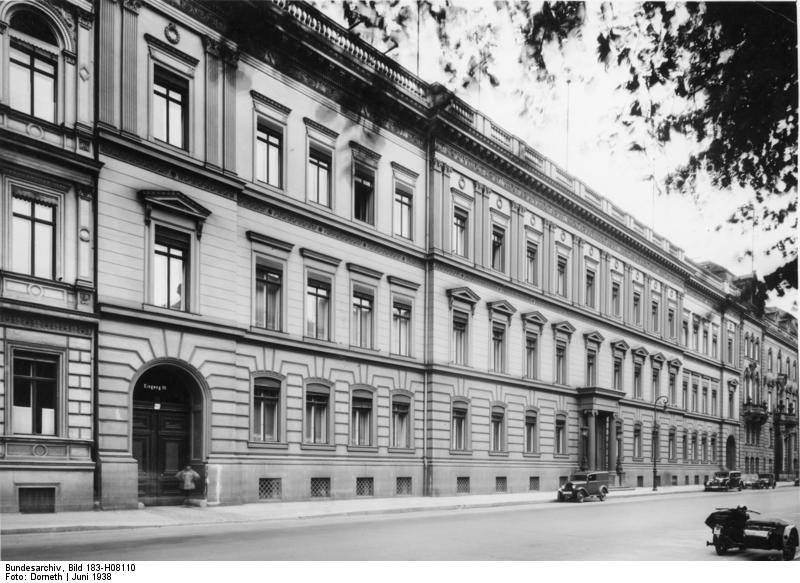
Gebäude des Preußischen Justizministeriums Wilhelmstraße 65, ein Ort im Hinterland der Berliner Mauer, konnte von 1964 bis 1993 als Otto-Grotewohl-Straße südlich der Clara-Zetkin-Straße lokalisiert werden.
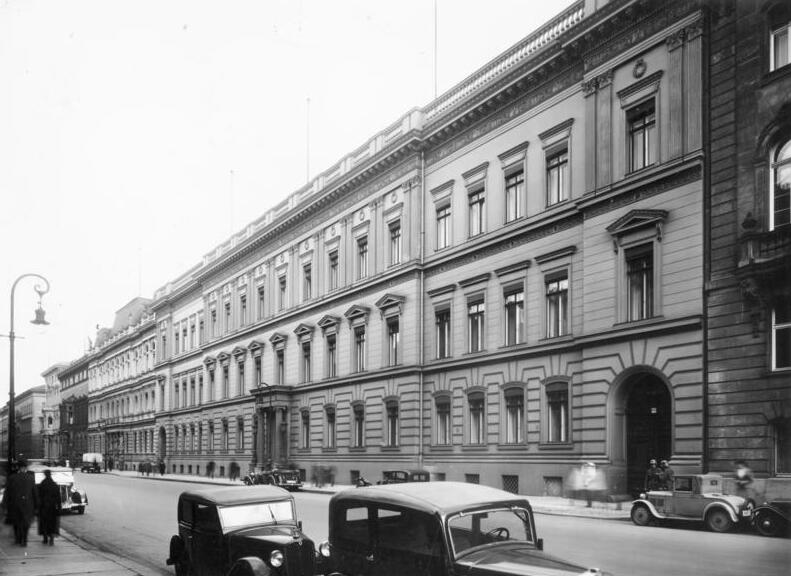
Die Kanzlei der Botschaft befand sich in der ersten Etage der Otto-Grotewohl-Str. 5 (1964–1993 Bezeichnung für die Wilhelmstraße nördlich der Sektorengrenze) über der Kanzlei der österreichischen Auslandsvertretung.
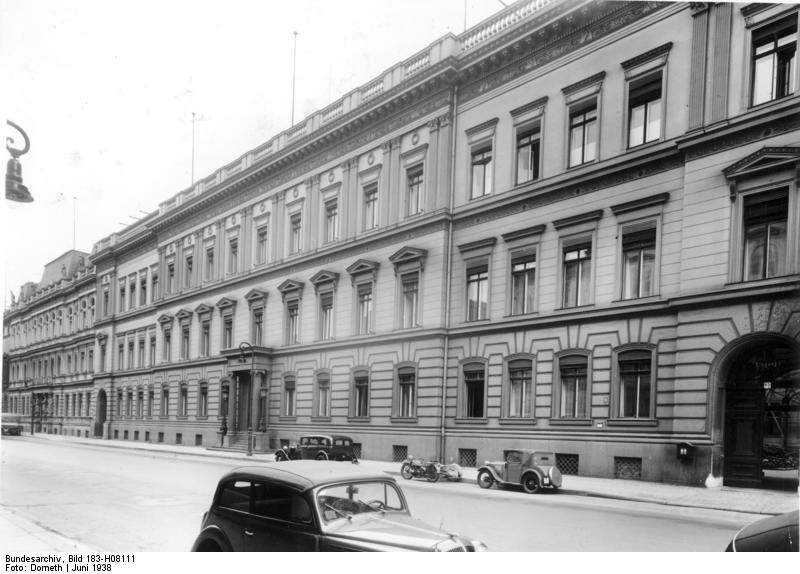
Neben der niederländischen hatten hier die syrische, die afghanische, die griechische, die pakistanische und die portugiesische Regierung sowie die Kommerzielle Koordinierung eine Vertretung. Juni 1938 Fotograf: Dorneth